# Csajkommandó
A Csajkommandó (キディ・グレイド; Kidi Gureido; Kiddy Grade) 24 részes tudományos fantasztikus témájú animesorozat, amelyet a gímik és a Gonzo Digimation készített Gotó Keidzsi rendezésében. Japánban 2002. október 8. és 2003. március 18. között vetítette a Fuji TV és a Kadokawa Shoten adta ki. Észak-Amerikában a Funimation Entertainment szerezte meg a terjesztési jogokat.
A történet a távoli jövőben, a Csillagkor 328. évében játszódik, amikor a galaxist a Galaktikus Kereskedelmi és Ellenőrzési Központ (röviden GOTT) irányítja és felügyeli. A rendet és biztonságot a GOTT Árnyék Szakaszának ügynökei tartják fent, akik mind különböző különleges képességekkel rendelkeznek a testükbe ültetett nanorobotoknak köszönhetően. A cselekmények középpontjában két ÁSZ ügynök, Éclair és Lumière van, akik egy párost alkotnak. Éclairnek és Lumièrenek egyre szokatlanabb küldetéseket kell teljesíteniük, amivel a GOTT-nak tett fogadalmuk ellenére sem értenek egyet. Hamarosan Éclair egy parancs megtagadása után Lumière-rel együtt üldözőkből üldözöttekké válnak, így végül nem lesz más választásuk, mint nyíltan szembeszállni a GOTT-tal, és felfedni egy óriási összeesküvést, ami romba döntheti a galaxis békéjét.
Az animét közvetlenül Aoki Tomohiko és Kimura Hidefumi előtörténete, a kétkötetes Kiddy Grade Pr. light novel előzte meg. Ezen kívül két manga és még három light novel készült. Három 90 perces animációs filmet is bemutattak Kiddy Grade: Ignition, Kiddy Grade: Maelstrom és Kiddy Grade: Turth Dawn címmel. Mind egyaránt tartalmaz új jeleneteket és újravágott animációt az eredeti sorozatból.
Magyarországon elsőként a 2004. november 27-én megtartott Őszi animeparty-n vetítettek a sorozatból. Televízióban először az A+ vetítette magyar szinkronnal 2004 decembere és 2005 márciusa között, majd később az Animax is műsorára tűzte. Az animét eredetileg az RTL Klub rendelte be, de nem vetítette le és átadta az A+ adónak. Az A+ ugyan 12+ korhatárral vetítette, de az RTL ezt vélhetően nem tartotta elégségesnek Magyarországon és nem kockáztatott újabb ilyen esettel. (Az anime meztelen jeleneteket és véres harcokat tartalmaz.) Illetve a Japanimánia rádióadás szerint várható volt DVD-kiadás az RTL-től, de ez sem történt meg soha.
2006 októberében jelentették be, hogy készül a Kiddy Grade folytatása Kiddy Grade 2 (キディ・グレイ) (K-G.2) cím alatt. 2009. február 26-án újabb megerősítést tettek közzé, miszerint Kiddy Girl-and cím alatt készül el a folytatás, és a Kiddy Girl-and Pure című mangaadaptációja. A sorozat 50 évvel az eredeti történet után játszódik és két új női főhőst mutat be Ascœur és Q-feuille személyében.

## Cselekmény
A távoli jövőben az emberiség benépesítette a világegyetem számos bolygóját. A tudomány rengeteget fejlődött mind az űrhajózás, mind pedig a nanotechnológia terén. A bűnözés azonban a technológiai fejlődéssel együtt nőtt, ezért megalakul a Galaktikus Kereskedelmi és Ellenőrzési Központ (Galactic Organization of Trade and Tariffs, röviden GOTT – a szó német nyelven „istent” jelent) és a Globális Unió, mint egyfajta univerzum szintű rendőrség. Ezen a szervezeten belül van egy 12 fős titkos és különleges egység, amit ES Force, vagyis Árnyék Szakasz (ÁSZ) néven ismernek („Encounter of Shadow-work”). Ezeknek a fiataloknak mindegyike bámulatos szuperhatalmakat birtokol, képességeket a testükbe ültetett nanorobotoknak köszönhetik. Az ES tagok párban működik. A sorozat főszereplője két alacsony szintű, C osztályú harcostárs: Éclair és Lumière. Az sorozat első harmada könnyed hangvételű, bővelkedik sokszor vicces jelenetekben. De miután megjelenik a bizalmatlanság a történetben a légkör egyre nyomasztóbbá válik.

### Az 1-8 rész cselekménye
Éclair és Lumière a GOTT fiatal ügynökei. Az első pár epizód különféle küldetéseik krónikája. A főnökük, Eclipse igazgató asszony többek között két versengő bolygóhoz küldi őket, hogy politikai konfliktusokat oldjanak fel, majd lopott kibernetikai berendezések után nyomoznak.
Éclair az Erő („Power”) néven ismert képesség birtokosa, ami emberfeletti kondícióval ruházza fel.
(A későbbiekben kiderül, hogy 250 éves, és már többször is „újjászületett”, de törölni kellett az emlékeit. Minden korban a GOTT-nak dolgozott és a Galaktikus Unió fejének, Chevalier D’Autriche-nak a nevelőanyja.)
Társa Lumière, a Baba („Puppet”) készségben járatos, aminek segítségével bármilyen számítógépes rendszert, vagy gépet meg tud hackelni és nagy mennyiségű adattal képes megbirkózni. Nem szükséges begépelnie egy parancssort, elég, ha megérinti az áramkört, vagy pusztán erősen koncentrál. A készségei annyira lenyűgözőek, hogy kevesebb, mint tíz perc alatt át tud törni 3 786 tűzfalon. Zsenge korát meghazudtolóan érett magatartást tanúsít, szereti a jó bort és az operát. (Lumière-nek szintén több „újjászületésen” át kellett esnie, de partnerétől eltérően, neki sosem törölték az emlékeit.)
Küldetéseikre sokszor elkíséri őket egy Armbrust nevű, 20 éves megfigyelő.
Egy alkalommal terroristák kezébe kerül a Geo-Sort nevű technológia, ami egész bolygók elpusztítására képes és úgy tűnik sok szál magához a GOTT-hoz vezet. Éclairben kérdések sora vetül fel és bizalma megrendül az anyacégben. Egy másik misszió során a Dardanos bolygón kapcsolatba kerül egy rejtélyes agymosó jellel, ami megbénítja a lányt és furcsa, erőszakos emlékeket idéz fel benne, olyan eseményekről, melyek addig nem szerepeltek a memóriájában.

### A 9-16 rész cselekménye
Éclairt kísértik korábbi élete emlékei. Magában boncolgatja milyen ember lehetett, milyen parancsokat teljesített. Hosszas belső vívódás után megbékél múltjával, és elhatározza, hogy megváltozik. A feszültség közte, partnere, és a GOTT között már forráspontjához közelít, mikor az Aure bolygóra kell utazniuk újabb küldetésben az ottani vezetés védelmére. A planéta állampolgárai tömegesen tiltakoznak a kizsákmányolásuk és aktuális kabinet ellen. Mint kiderül a közembereket a Nouvlesse-ek (tisztavérű földi nemesek) rabszolgaként kezelik és dolgoztatják, egyszerűen a tulajdonuknak tekintik, annak fejében, hogy valaha ők tették földi paradicsommá a bolygójukat, mivel az szinte lakhatatlan volt.
Az egyik tüntetés véres eseményekbe torkol. Éclair képtelen visszafogni magát és elengedi a képességeit addig sosem látott szintre, így az Aure lakosai sikeresen megdöntik a kormányt. A GOTT bűnözőknek bélyegzi meg mindkettejüket és ügynököket küld utánuk. Eclipse igazgató asszony nem válogat az eszközökben. A Nouvlesse-ek veszteséglistára helyezik az Aure planétát és sorsára hagyják. Bolygóformáló eszközeiket is magukkal viszik, a lakosoknak így újra szembe kell nézniük környezetük fokozatos pusztulásával.
A 15. részben látszólag Éclair és Lumière lelövik Eclipse-t és felrobbantják a GOTT főhadiszállást, azonban Éclair más hangon szólal meg. Az esemény kis ideig rejtélyben marad. A 16. epizód Éclair utolsó újjászületését mutatja be ép testben, de emlékek nélkül. Az új Éclair előtt végezetül felfedik, hogy őt szánják a GOTT igazgatónőjének.

### A 17-24 rész cselekménye
A GOTT a katasztrófa után újjáépíti magát, Éclair és Lumière vasököllel veszik át a hatalmat a szervezet fölött. Létrehoztak egy egész sereg (6 csapat, tehát 12 fő) Éclair/Lumière klónt, hogy az új és sokkal erősebb GOTT felett biztosítsa a hatalmukat. Egy váratlan csavarral azonban két rejtélyes lány érkezik motorkerékpáron, hogy tiltakozzon a GOTT új uralkodói ellen, akikről kiderül, hogy új testekben, de az eredeti Éclair és Lumière. Felfedik, hogy Alv és Dvergr ügynökök vették fel az ő alakjukat. Hosszas párharc következik, amelyben a hasonmások elesnek.
A 20. részben kiderül, hogy a GOTT főnökasszonyát áruló ügynökei lelőtték, és ő a lövéstől kizuhant az ablakon, de képes volt a saját hatalmát bevetve viszonylag biztonságosan földet érni. A landolásához közel rátalált a valódi Éclair és Lumière eszméletlen, több sebet kapott testére.
A győzelem után Lumière kába álomba hullik, mert gondjai vannak, hogy a teste miként alkalmazkodjon több előző élet emlékéhez. Míg kómában álmodik, újraéli minden előző életét. A partnere és barátai aggódnak érte. Éclair az új hajójukat is megszólítja, mint Lumière részét, hogy segítsen meggyógyítani a lányt. A hajó passzív marad, csak akkor „cselekszik” miután az ügynök fegyverrel kényszeríti, ekkor felfed egy titkos rekeszben tárolt palack bort amivel Éclair végül felébreszti Lumièret, aki ébredésekor rájön, hogy elvesztette a képességét, hogy gépeket irányítson.
A harcnak azonban még nincs vége: a Nouvlesse-ek elindítják az Atlas-programot, azaz az Deucalion nevű bolygóméretű űrhajót. A hajó fölött azonban Chevalier D’Autriche átveszi az irányítás és felfedi a Nouvlesse-ek valódi célját. Közbelép azonban Alv és Dvergr, céljuk Föld és a Nouvlesse-ek elpusztítása.

## Médiamegjelenések

### Anime
A Csajkommandó animesorozat a gímik és a Gonzo Digimation gyártásában készült és a Fuji TV-n futott 24 epizódon keresztül 2002. október 8. és 2003. március 18. között. Rendezője Gotó Keidzsi volt, a forgatókönyvet Hidefumi Kimura írta, zenéjét Hamagucsi Siró szerezte, a szereplőket Kadonoszono Megumi tervezte. A Kadokawa Shoten adta ki Japánban DVD-n és Blu-rayen. Észak-Amerikában a Funimation Entertainment szerezte meg a terjesztési jogokat és a Funimation Channelen vetítette.
Magyarországon elsőként a 2004. november 27-én megtartott Őszi animeparty-n vetítettek a sorozatból. Televízióban először az A+ vetítette magyar szinkronnal 2004 decembere és 2005 márciusa között, majd később az Animax is műsorára tűzte.

#### Animációs filmek
2007-ben a sorozatot három 80-90 perces film formájában mutatták be a japán mozikban. Mind egyaránt tartalmaz új jeleneteket és újravágott animációt az eredeti sorozatból. A Kiddy Grade: Ignition bemutatója 2007. április 8-án volt, DVD-n 2007. július 27-én, Blu-ray-en pedig 2009. december 25-én jelent meg Japánban. A film a sorozat első felét foglalja össze. Az Ignition folytatása, a Kiddy Grade: Maelstrom 2007. június 23-án került a japán mozikba, DVD-n 2007. szeptember 28-án jelent meg. A Maelstrom a sorozat második felét foglalja össze. A harmadik filmet, a Kiddy Grade: Truth Dawnt 2007. szeptember 1-jén mutatták be, DVD-n 2007. december 21-én jelent meg. A film az animesorozat epilógusát meséli el újra. 2009. december 25-én mindhárom filmet kiadták Blu-ray-en is Japánban.

### Zene
Az animesorozatban egy nyitó- és egy zárótéma hallható. A nyitótéma a Mirai no kioku (未來の記憶) Yuka előadásában míg a zárótéma a Future a Little Vikingtől. A sorozat betétdalát, a Hosizora no jurikagót (星空のゆりかご; Hepburn: Hoshizora no yurikago) Ikuko adja elő.

#### A filmekben hallható dalok
Kiddy Grade: Ignition
- Zárótéma: Future: előadója a Little Viking

Kiddy Grade: Maelstrom
- Zárótéma: Mó nidoto (もう二度と; Hepburn: Mō nidoto?): előadója a Savage Genius

Kiddy Grade: Turth Dawn
- Zárótéma: Anata no jó deszu (あなたのようです。; Hepburn: Anata no yō desu?): előadója a Savage Genius
- Betétdalok:
  - Hikari no umi (光の海?): előadója Hirano Aja
  - Hosizora no jurikago (星空のゆりかご; Hepburn: Hoshizora no yurikago?): előadója Ikuko
  - Mirai no kioku (未來の記憶?): előadója Yuka

### Nyomtatott média
Az animét közvetlenül Aoki Tomohiko és Kimura Hidefumi előtörténete, a kétkötetes Kiddy Grade Pr. light novel előzte meg. Ezen kívül két manga és még három light novel készült.

### Folytatás
2006 októberében jelentették be, hogy készül a Kiddy Grade folytatása Kiddy Grade 2 (キディ・グレイ) (K-G.2) cím alatt. 2009. február 26-án újabb megerősítést tettek közzé, miszerint Kiddy Girl-and cím alatt készül el a folytatás, és a Kiddy Girl-and Pure című mangaadaptációja. A sorozat 50 évvel az eredeti történet után játszódik és két új női főhőst mutat be Ascœur és Q-feuille személyében.

## Szinkronhangok
| Szereplő   | Japán             | Angol                | Magyar                       |
| ---------- | ----------------- | -------------------- | ---------------------------- |
| Éclair     | Nagata Rjóko      | Colleen Clinkenbeard | Árkosi Kati                  |
| Lumière    | Hirano Aja        | Monica Rial          | Zsigmond Tamara              |
| Armbrust   | Aoba Gó           | Dameon Clarke        | Kisfalusi Lehel              |
| Eclipse    | Doi Mika          | Scarlett McAlister   | Németh Kriszta, Fabó Györgyi |
| Alv        | Inoue Kikuko      | Laura Bailey         | Spilák Klára, Simon Mari     |
| Dvergr     | Minami Omi        | Rebecca Paige        | Fésűs Bea                    |
| Tweedledee | Kuvatani Nacuko   | Clarine Harp         | Czifra Krisztina             |
| Tweedledum | Fukujama Dzsun    | Antimere Robinson    | Láng Balázs                  |
| Viola      | Tokunaga Ai       | Alison Retzloff      | Fésűs Bea                    |
| Cesario    | Morikava Tosijuki | Justin Cook          | Kossuth Gábor                |
| Un-Oh      | Isida Akira       | Pugs                 | Vári Attila                  |
| A-Oh       | Inada Tecu        | Steve Sanders        | Szalai Imre                  |
| Sinistra   | Tobita Nobuo      | Eric Vale            | Hamvas Dániel                |
| Dextera    | Szuzuoki Hirotaka | Vic Mignogna         | Juhász Zoltán                |
| Mercredi   | Mizuhasi Kaori    | Gwendolyn Lau        | Dögei Éva                    |

## Fogadtatás

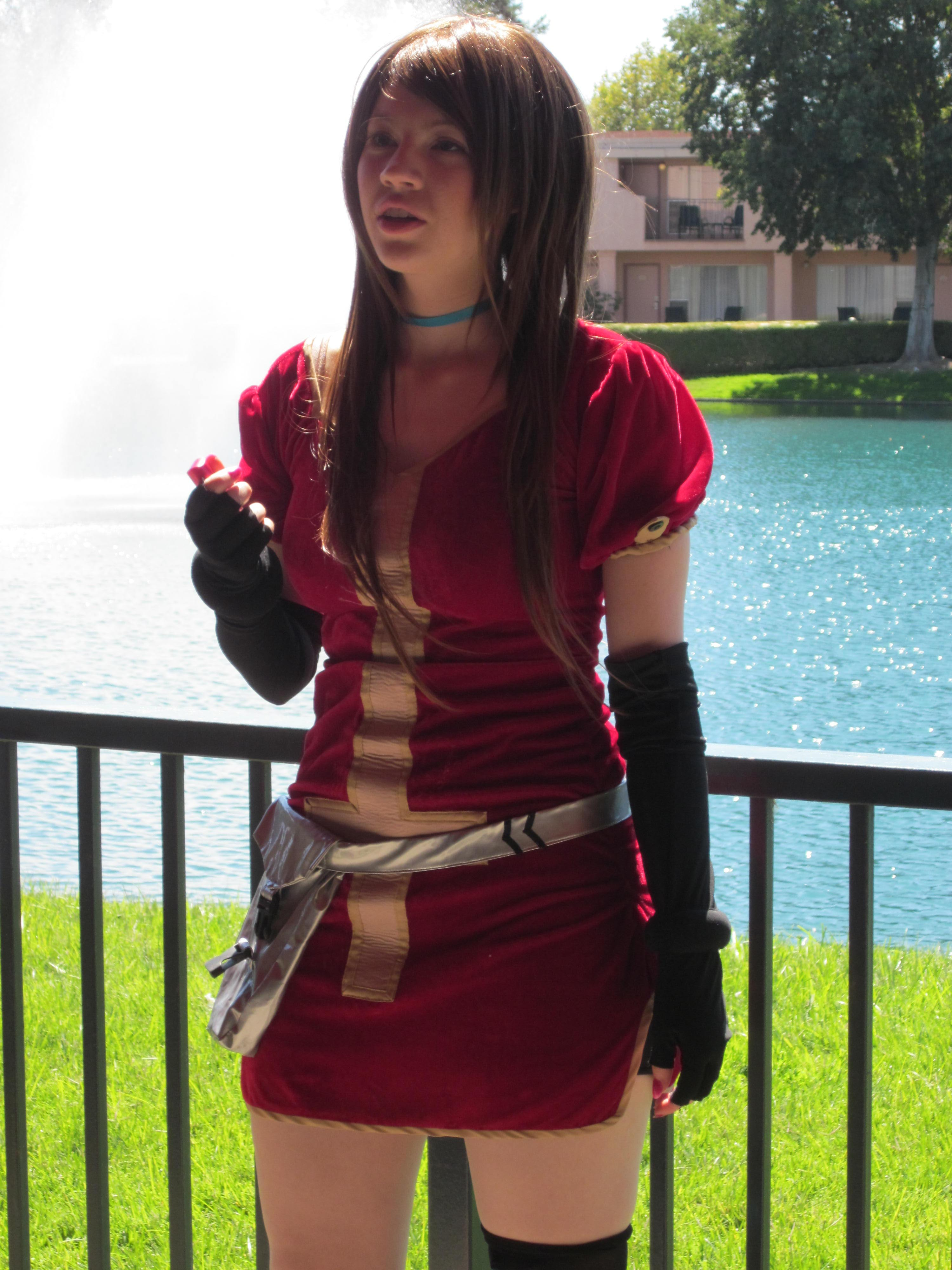
Éclairnek öltözött cosplayjelmezes

A Csajkommandó gyakran vegyes fogadtatásban részesült. Kritikákat kapott vontatott, lassú cselekményvezetéséért, és negatív visszajelzések érkeztek a túlzott fanservice jelenlétéért, különösen Lumière ügynök esetében. Lumière tényleges szellemi kora ellenére megjelenése egy 10 éves lányé, mindazonáltal az öltözködése túl szexuális divatot követ. A kivillanó bugyik és egyéb fanservice főleg a sorozat első harmadára jellemző. Később ez megritkul. Az animációja azonban jó minőségű, és a kezdetben laza történetmesélés is megerősödik a végére.
Az AnimeStars a „színes-szagos”-nak nevezett sorozatot a „csajos akció” és a csavaros történetek kedvelőinek ajánlja. Negatívumként emeli ki a sorozat végi „új” Éclairt, aki véleménye szerint nem tudja visszaadni a korábbi harcos énjét és semmit nem mutat érettebb oldalából.